# بورش 356
بورش 356 (بالإنجليزية: Porsche 356)‏هي سيارة رياضية تم إنتاجها من قبل شركة بورش .

## معرض صور

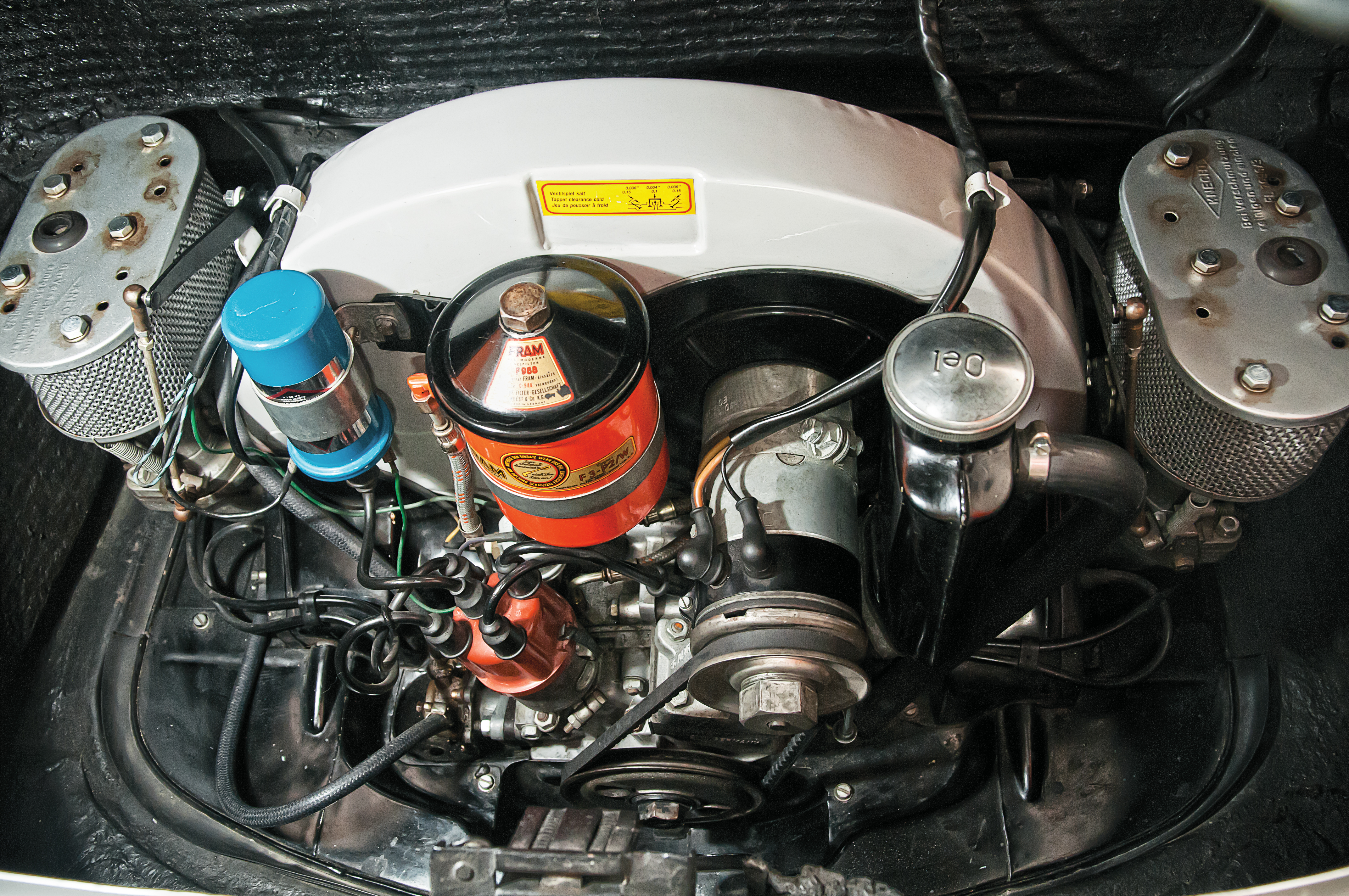
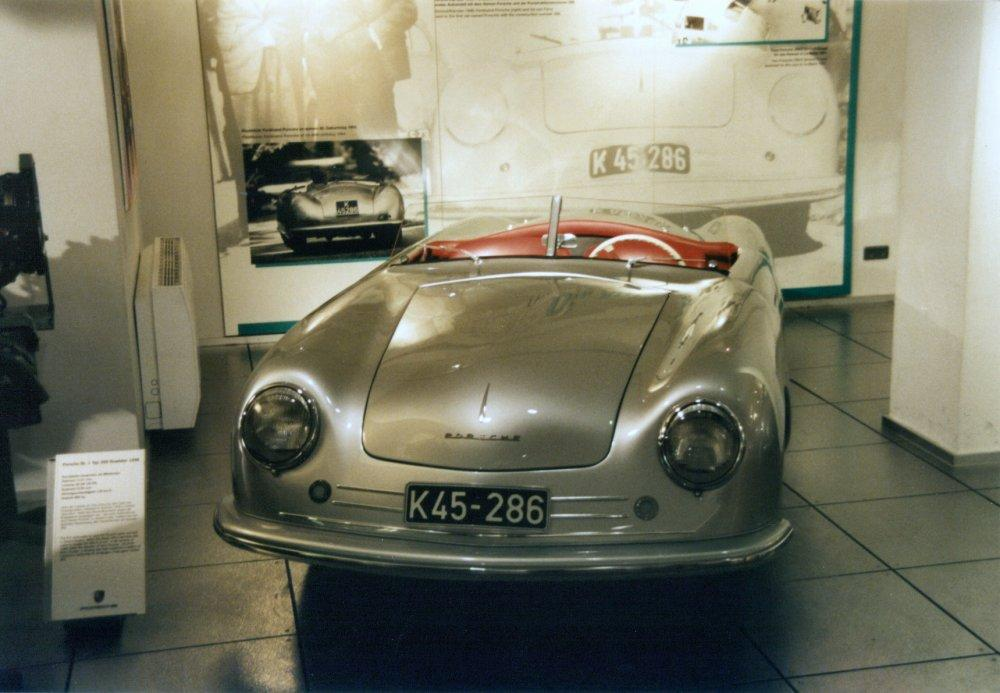
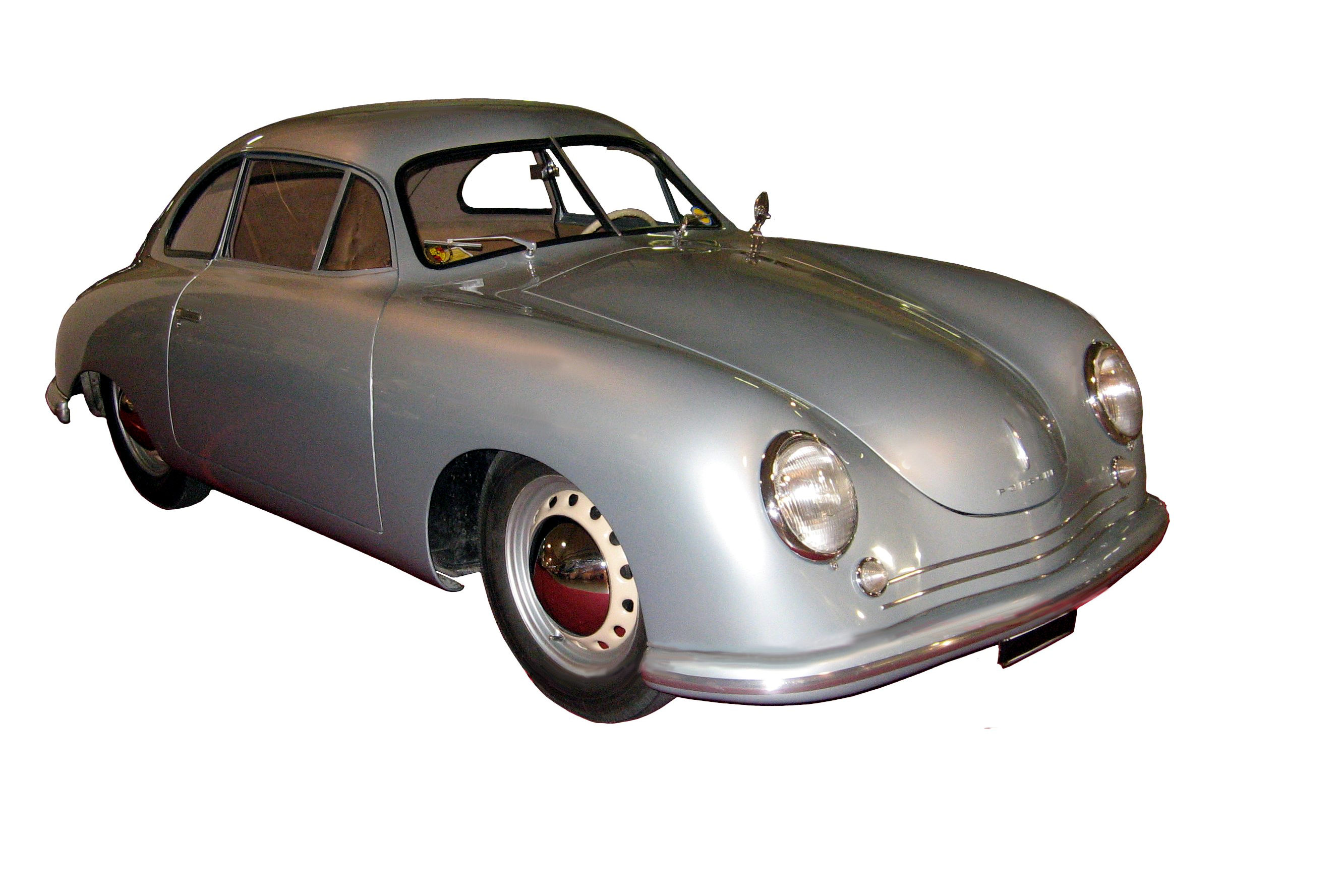